# مايكون بيريرا دي أوليفيرا
مايكون بيريرا دي أوليفيرا (Maicon Pereira de Oliveira) (مواليد 8 مايو 1988)، هو لاعب كرة قدم كان يلعب كمهاجم.

## وصلات خارجية
- مايكون بيريرا دي أوليفيرا على موقع الاتحاد الأوربي (الإنجليزية)
- مايكون بيريرا دي أوليفيرا على موقع اتحاد أوكرانيا (الإنجليزية)
- مايكون بيريرا دي أوليفيرا على موقع قاعدة بيانات كرة القدم.إي يو (الإنجليزية)
- مايكون بيريرا دي أوليفيرا على موقع Soccerway.com (الإنجليزية)
- مايكون بيريرا دي أوليفيرا على موقع عالم كرة القدم.نت (الإنجليزية)
- مايكون بيريرا دي أوليفيرا على موقع AS.com (الإسبانية)